# Xybots
Xybots è un videogioco sparatutto in terza persona fantascientifico pubblicato nel 1987 come arcade dalla Atari Games, nel 1989 in conversioni per gli home computer Amiga, Amstrad CPC, Atari ST, Commodore 64, MSX e ZX Spectrum dalla Tengen e dalla Domark, e nel 1991 dalla Atari per la console portatile Atari Lynx.
Si svolge in un labirinto con visuale tridimensionale, dove il protagonista combatte a piedi contro un esercito di robot, con la possibilità di multigiocatore a schermo diviso.
Altre conversioni vennero annunciate, ma mai pubblicate, per NES (realizzata come prototipo funzionante), Mega Drive e SAM Coupé. Più recentemente Xybots è stato incluso in varie raccolte di emulazioni di classici arcade della serie Midway Arcade Treasures.

## Trama
Gli Xybot hanno invaso il pianeta e hanno base in una fortezza sotterranea di molti piani, intricata e difesa da guardie robotiche. I due protagonisti, il maggiore Rock Hardy e il capitano Ace Gunn, si introducono nella fortezza, entrambi armati di una futuristica pistola a globi di energia, con il compito di raggiungere e distruggere i Master Xybot che guidano l'esercito nemico.

## Modalità di gioco
Xybots è per un giocatore o per due giocatori in cooperazione simultanea. La schermata di gioco è suddivisa circa a metà in senso orizzontale e nella parte in basso, ulteriormente divisa a metà in verticale, sono mostrate le visuali indipendenti dei due giocatori. Ciascuna visuale è tridimensionale, con il personaggio del rispettivo giocatore visto di spalle. Quando si gioca da soli l'area dell'altro giocatore resta inutilizzata.
Nella parte in alto dello schermo, al centro, è mostrata una minimappa di tutto il livello attuale, con le posizioni di entrambi i giocatori. In alto a destra e a sinistra ci sono i pannelli informativi di ciascun giocatore, che mostrano tutte le loro statistiche e le icone dei power-up attualmente attivi.
Ogni livello è un labirinto su un solo piano, con pareti disposte ad angolo retto, a volte con alcune porte apribili procurandosi le apposite chiavi, e con teletrasporti che collegano più zone. L'obiettivo è sempre raggiungere l'uscita che porta al livello successivo; alcuni livelli hanno anche uscite extra nascoste che portano a livelli più avanzati. I labirinti sono pattugliati da numerosi robot di vari tipi, alcuni anche fluttuanti, con vari schemi di attacco. Distruggere tutti i nemici del livello non è necessario, ma fa vincere un bonus. Ci sono anche livelli con labirinti ciclici (da un'estremità si arriva a quella opposta) o labirinti parzialmente casuali.
Il personaggio del giocatore può correre in tutte le direzioni, restando sempre rivolto di spalle, e sparare soltanto diritto in avanti. L'inquadratura non segue in modo continuo i movimenti, ma scorre a scatti, solo quando il personaggio si sposta abbastanza in una direzione. L'orientamento del personaggio e quindi della sua visuale possono essere ruotati nelle quattro direzioni a scatti di 90°.
Nelle macchine da sala giochi la rotazione si comanda con una manopola girevole posta in testa al joystick, che può ruotare a passi di 90°. Nelle conversioni domestiche invece si ruota tenendo premuto il pulsante/tasto di fuoco (o uno dei pulsanti nella console Lynx) contemporaneamente allo spostamento destra/sinistra.
Il gioco finisce quando si esaurisce l'energia, che viene perduta lentamente anche col passare del tempo oltre che quando si subisce il fuoco nemico. Nel caso di due giocatori, ai livelli più avanzati è anche possibile colpirsi a vicenda.
I protagonisti hanno inoltre un'arma speciale chiamata zapper che stordisce temporaneamente tutti i nemici presenti, ma il cui uso consuma parte della propria energia.
Oltre a ricariche di energia e altri bonus, nei labirinti è possibile trovare monete da raccogliere. Al termine di ciascun livello questo denaro può essere speso per acquistare potenziamenti, alcuni permanenti e altri solo per il prossimo livello, selezionandoli da un menù. Giocando in due è possibile regalare denaro all'altro giocatore. Ai livelli più avanzati sono disponibili anche potenziamenti per la minimappa: nei primi livelli infatti sulla mappa è visibile quasi tutto, ma più avanti le pareti e gli oggetti diventano visibili solo quando esplorati, a meno che si compri il rispettivo potenziamento.
Periodicamente, dopo un certo numero di livelli, si affronta un livello speciale di combattimento contro uno dei Master Xybot. In questo caso non c'è un labirinto, ma un unico luogo con visuale fissa, di fronte alla faccia e alle mani di un robot gigante. La mano davanti a ciascun giocatore ha un'arma con sei bocche da fuoco che devono essere colpite quando sono aperte.
Nelle versioni per computer a 8 bit (Amstrad, C64, MSX, Spectrum) la visuale tridimensionale è monocromatica, o nel caso dell'Amstrad limitata a una colorazione minima.
La versione per console Atari Lynx si discosta maggiormente da tutte le altre in quanto lo schermo non ha suddivisioni, ma è tutto occupato dalla visuale tridimensionale di un giocatore. La modalità a due giocatori è comunque disponibile, ma richiede due console con collegamento via cavo Comlynx. La mappa e le statistiche del giocatore, anziché essere costantemente visibili, stanno in un'altra schermata accessibile con apposito pulsante.

## Sviluppo
L'idea per Xybots ebbe inizio alla Atari, dove Ed Logg (progettista già noto per altri celebri arcade) discusse con un collega la possibilità di realizzare un labirinto 3D solido usando il limitato hardware arcade disponibile, che disegnava bitmap solo in blocchi di 8x8 pixel. Gli apparve fattibile se gli oggetti da rappresentare erano allineati in modo ortogonale e le rotazioni limitate a incrementi fissi. Inizialmente Logg pensò di creare un gioco della serie di Gauntlet (di ambientazione fantasy), riutilizzandone i personaggi, i nemici e il genere di labirinto, passando dal 2D al 3D. Il dipartimento commerciale dell'azienda però non fu d'accordo a continuare quella serie. Si passò allora al tema fantascientifico, prendendo ispirazione soprattutto dal precedente arcade Major Havoc per i personaggi, la loro sequenza di arrivo iniziale con l'astronave e altre animazioni.
Il risultato fu comunque molto diverso da Gauntlet anche dal punto di vista strategico, sia per la visuale indipendente dei due giocatori, sia per la maggiore intelligenza dei nemici, più capaci di aspettarsi l'arrivo dei giocatori.
Le conversioni per computer vennero sviluppate dalla Teque Software. Ed Logg e la sua divisione non furono affatto coinvolti nelle conversioni e Logg non fu soddisfatto dei risultati, secondo lui perché il controllo di rotazione non era realizzabile efficacemente nei sistemi domestici.

## Accoglienza
Xybots di solito fu apprezzato dalla critica dell'epoca, soprattutto nella modalità a due giocatori. Nel caso delle conversioni tuttavia non mancano anche giudizi poco o per nulla entusiasti. Soprattutto la versione Commodore 64 spesso fu meno apprezzata; ad esempio Zzap! le diede un giudizio opposto rispetto a quello buono della versione Spectrum, in quanto il gioco per C64, nonostante le superiori potenzialità della macchina, è in pratica una copia di quello per Spectrum, monocromatica e oltretutto più lenta.
Un problema che poteva essere sentito in tutte le conversioni, sebbene un compromesso fosse inevitabile, è il poco efficace controllo della rotazione del personaggio (sparo + destra/sinistra), che ad esempio nei momenti frenetici può portare a rotazioni accidentali; nelle emulazioni del gioco su console più moderne si poté rendere meglio il sistema originale.
Xybots comunque non ebbe molto successo nelle sale giochi, probabilmente a causa della complessità dei controlli e del gioco. La versione arcade in effetti non portò molti guadagni e di conseguenza non si pensò mai a dei seguiti; il progettista Ed Logg attribuisce la colpa soprattutto al sistema di rotazione, difficile da far assimilare al pubblico di allora. Inoltre la continuazione del tema di Gauntlet, prevista nei progetti iniziali, secondo lui avrebbe funzionato un po' meglio.